# Red Bull Driftbrothers
Die Red Bull Driftbrothers sind ein professionelles Motorsportteam aus Deutschland. Sie treten in der Sportart Driften (auch Querfahren) bei verschiedenen internationalen Wettbewerben an. 2019 nahmen sie an der Driftmasters European Championship teil, wo sie unter den Top 10 des Fahrerfeldes geführt wurden. Das Team wurde von den Brüdern Elias und Johannes Hountondji im Jahr 2010 gegründet, beide sind seither auch die Fahrer des Teams. Gemeinsam konnten sie mehrere Podiumsplätze und Meisterschaften für sich gewinnen. Zudem sind sie der breiten Öffentlichkeit durch die Teilnahme an einer Reality-TV-Show bekannt geworden. Im November 2020 hat sich das Team mit der BMW M GmbH zusammengetan, um zwei G82 BMW M4 von Grund auf neu für ihren Sport zu entwickeln und zu bauen. Sie verbesserten die Leistung des Motors auf insgesamt 1050 PS und 1283 Nm.

## Die Anfänge
Elias und Johannes Hountondji wurden in Süddeutschland geboren und wuchsen dort, in der Nähe von Stuttgart, mit einer deutschen Mutter und einem beninischen Vater auf.
Elias Hountondji schloss die Schule mit dem Abitur ab und gehörte 2005 zu den besten Schülern des Bundeslandes Baden-Württemberg. Anschließend studierte er Luft- und Raumfahrttechnik an der Universität Stuttgart. Während seines Studiums absolvierte er zudem ein sechsmonatiges Praktikum bei Bosch RTC in Palo Alto, Kalifornien, USA. Noch während des Studiums begann er in einem Ingenieurbüro zu arbeiten, wo er Teil eines Teams in den Bereichen Konzeption, Design, Prototypenbau, Struktur-, Crash- und Aerodynamiksimulationen für Motorsportteams und -serien war, unter anderem für das Toyota Racing Formula 1 Team.
Johannes Hountondji absolvierte nach seinem Auslandsjahr an der Central Highschool in Springfield (Missouri), wo er Basketball spielte, eine Ausbildung und begann in den Bereichen IT und Beratung zu arbeiten. Im Jahr 2007 fing er an für BMW Financial Services zu arbeiten. Danach folgten weitere Positionen innerhalb der BMW Group in den Bereichen Strategie und Prozessmanagement. Die letzten 4 seiner 13 Jahre bei BMW war er im Bereich Digitalisierung & Transformation tätig.
Die beiden Brüder nahmen im Jahr 2008 an ihren ersten Drift-Wettbewerben auf Amateurebene teil. Im Jahr 2011 bestritten sie ihre erste volle Saison und beendeten die IDS Drift Series beide auf Platz 1 mit der gleichen Punktzahl. In diesen frühen Jahren bildete sich bereits das Team aus Mechanikern, Ingenieuren und Support-Mitarbeitern, das auch heute noch fester Bestandteil ist. Es besteht dabei hauptsächlich aus Kindheitsfreunden, Familienmitgliedern und Einheimischen aus dem Raum Baden-Württemberg. Im Jahr 2011 traten sie erstmals als „The Driftbrothers“ mit der ersten Version des heutigen Logos auf.
Die Red Bull Driftbrothers haben im Laufe der Jahre verschiedene Sponsor- und Partnerschaften mit einigen kleinen lokalen Unternehmen sowie einigen internationalen Marken wie der BMW M GmbH, Red Bull, Motul, ST Suspensions, MTuning.pl und Motec geschlossen.

## Internationale Karriere
2016 nahmen die Red Bull Driftbrothers an ihrer ersten internationalen Meisterschaft teil, dem Federal Tyre King Of Europe, der sie zu acht Wettbewerbs Stopps in mehrere europäische Länder führte. 2017 wurde die Partnerschaft mit Red Bull offiziell bekannt gegeben und führte zur Umbenennung des Teams in Red Bull Driftbrothers sowie zur vollen Integration des Red Bull-Logos in das Team. In der folgenden Saison gewann Johannes Hountondji die Federal Tyres King Of Europe Meisterschaft, während sein Bruder Elias die Saison als knapper Zweiter beendete. Außerdem gewannen die Red Bull Driftbrothers zum zweiten Mal in Folge die Team-Meisterschaft der Serie. Während dieser Zeit nahmen sie auch an mehreren Drift-Shows, Demos und Ausstellungen teil. Seit der Saison 2019 gehen die Red Bull Driftbrothers in der Driftmasters European Championship an den Start. Mit Beginn 2021 als offizieller Partner der BMW M GmbH mit zwei selbst gebauten G82 BMW M4 Wettbewerbsfahrzeugen.

## Besondere Projekte
Die Red Bull Driftbrothers waren 2017 das erste Driftteam, das im Rahmen des Showprogramms des 24h-Rennens Nürburgring 2017 die komplette Nordschleife des Nürburgrings gedriftet hat. Diesen Lauf haben sie 2018 wiederholt. Außerdem waren sie das erste Drift-Team, das jemals am Showprogramm eines FIA-Formel-1-Rennens teilgenommen hat. Sie hinterließen 2017, 2018, 2019 und 2021 im Rahmen des Formel-1-Rennens sichtbare Reifenspuren auf dem Red Bull Ring, die während der TV-Übertragung des Rennens zu sehen waren. 2018 begann die Produktion einer Reality-TV-Show, die sich um das Team und seine Fahrer während des Wettbewerbs drehte. Die erste Staffel der Show feierte 2019 auf dem deutschen Fernsehsender DMAX Premiere und wurde von einer YouTube-Serie auf dem Kanal von Red Bull Motorsport begleitet, auf dem unveröffentlichtes Filmmaterial gezeigt wurde.
Mit ihrem neuesten Projekt – dem Bau und der Entwicklung von zwei brandneuen G82 BMW M4 Wettbewerbsfahrzeugen – begannen sie, ihren eigenen YouTube-Kanal aufzubauen, indem sie verschiedene Videos rund um ihren Sport veröffentlichten. Sie zeigen hier nicht nur die verschiedenen Stufen des Baus der ersten Drift-M4s, die über 1050 PS und 1283 Nm verfügen, sondern auch die ersten Tests und Wettbewerbe der Autos. Die Red Bull Driftbrothers geben einen Einblick in die Höhen und Tiefen des Motorsports, unterstützt von internationalen Marken wie der BMW M GmbH und Red Bull sowie von mehr als 80 Tausend Followern.

## Rennergebnisse
Johannes Hountondji
| Jahr | Rennserie                                 | Rang   |
| 2011 | International Drift Series (IDS)          | 1      |
| 2012 | International Drift Series (IDS)          | 2      |
| 2012 | Gymkhana Drift Cup                        | 1      |
| 2012 | Drift United Nürburgring Edition          | 2      |
| 2012 | Gymkhana GRID                             | 3      |
| 2012 | City Challenge Baku                       | 6      |
| 2013 | IDS Hockenheimring                        | 2      |
| 2013 | Gymkhana Drift Cup                        | 3      |
| 2013 | Sport1 Trackday                           | 2      |
| 2014 | Gymkhana GRID                             | 2      |
| 2014 | Gymkhana Speed                            | 2      |
| 2014 | Drift of Champions                        | 2      |
| 2014 | Drift of Champions (Team)                 | 1      |
| 2015 | Adria Drift Series                        | 1      |
| 2015 | Sport 1 Trackday                          | 3      |
| 2015 | King of Europe France                     | 3      |
| 2015 | King of Europe Austria                    | 6      |
| 2015 | King of Europe Spain                      | 3      |
| 2015 | King of Europe Slovakia                   | 3      |
| 2016 | sport auto Driftchallenge                 | 1      |
| 2016 | King of Europe (Season)                   | 5      |
| 2016 | King of Europe Team (Season)              | 1      |
| 2017 | Driftmasters Nürburgring                  | 2      |
| 2017 | Driftmasters Hockenheim                   | Top 8  |
| 2017 | King of Europe (Season)                   | 1      |
| 2017 | King of Europe Team (Season)              | 1      |
| 2018 | Driftmasters European Championship (DMEC) | 8.     |
| 2019 | Driftmasters European Championship (DMEC) | 10     |
| 2020 | DMEC – Riga                               | Top 32 |
| 2021 | DMEC – Greinbach R1                       | Top 32 |
| 2021 | DMEC – Greinbach R2                       | Top 16 |
| 2021 | DMEC – Riga R3                            | -      |
| 2021 | DMEC – Riga R4                            | Top 8  |

Elias Hountondji
| Jahr | Rennserie                                 | Rang   |
| 2011 | International Drift Series (IDS)          | 1      |
| 2012 | International Drift Series (IDS)          | 2      |
| 2013 | IDS Hockenheimring (Street)               | 2      |
| 2013 | Sport1 Trackday                           | 5      |
| 2013 | Gymkhana Drift Cup EMS                    | 1      |
| 2014 | Gymkhana GRID                             | 3      |
| 2014 | Gymkhana Speed                            | 5      |
| 2014 | Drift of Champions                        | 5      |
| 2014 | Drift of Champions (Team)                 | 1      |
| 2015 | Adria Drift Series                        | 2      |
| 2015 | Sport 1 Trackday                          | 7      |
| 2015 | King of Europe France                     | 2      |
| 2015 | King of Europe Austria                    | 5      |
| 2015 | King of Europe Spain                      | 1      |
| 2015 | King of Europe Slovakia                   | 16     |
| 2016 | sport auto Driftchallenge                 | 3      |
| 2016 | King of Europe (Season)                   | 12     |
| 2016 | King of Europe Team (Season)              | 1      |
| 2017 | Driftmasters Nürburgring                  | Top 32 |
| 2017 | Driftmasters Hockenheim                   | Top 16 |
| 2017 | King of Europe (Season)                   | 2      |
| 2017 | King of Europe Team (Season)              | 1      |
| 2018 | Driftmasters European Championship (DMEC) | 14     |
| 2019 | Driftmasters European Championship (DMEC) | 7      |
| 2020 | DMEC – Riga                               | Top 16 |
| 2021 | DMEC – Greinbach R1                       | -      |
| 2021 | DMEC – Greinbach R2                       | Top 32 |
| 2021 | DMEC – Riga R3                            | Top 16 |
| 2021 | DMEC – Riga R4                            | Top 32 |